# Homo floresiensis
Homo floresiensis (eller Flores-mennesket) er navnet på en lille hominin i Homo-slægten fundet på øen Flores i Indonesien. Fundet blev gjort af antropologen Peter Brown og hans medarbejdere i september 2003 i Liang Bua-hulen lidt nord for byen Ruteng. Homo floresiensis anvendte avancerede stenredskaber og jagede bl.a. dværgelefanter. Det menes at nedstamme fra fortidsmennesket Homo erectus.
Flores-mennesket uddøde muligvis ved et vulkanudbrud for ca. 12.000 år siden og kan have levet sammen med moderne mennesker. Da Homo floresiensis blev omtalt i pressen, brugtes betegnelsen hobbitter i nogle af de første artikler.

## Ø-forårsaget dværgvækst
Dværgvækst hos en art kan ses hos populationer, der er isolerede på f.eks. øer, og Flores-mennesket er et eksempel på dette.
I 2008 blev rapporteret om knoglefund i øriget Palau i Stillehavet nord for Indonesien, og som for Flores-fundet var der også tale om små mennesker. De er blevet begravet for 900 til 2.900 år siden. Deres kranier er beskrevet som dobbelt så store som Flores-menneskets.

## Debat om Flores-mennesket som selvstændig art
Betegnelsen som art inden for Homo-slægten bygger på fundet af skelettet benævnt "LB1", der blev offentliggjort i oktober 2004 i tidsskriftet Nature. Der har siden hersket en debat i forskerkredse, om dette nu virkelig var en selvstændig art, en race af nutidsmennesket eller blot et enkelt eksempel på en pusling (lille menneske). Debatten er fortsat ikke afklaret, da man ikke har ret mange fund fra den tid. En nyere evaluering af fundet i 2004 foretaget af blandt andet forskeren Robert Eckhardt er nået frem til, at skelettet LB1 er et misdannet individ, der led af mikroencefali og henviser til ansigtets asymmetri. Et andet forhold, der taler mod Flores-mennesket som en selvstændig art, er Flores' geografiske forhold, der sandsynliggør, at der har været adskillige indvandringer af mennesker på øen.
I oktober 2005 blev der dog rapporteret om et nyt skelet fundet i 2004 i den samme hule, og det understøtter teorien om, at de små mennesker er repræsentative for menneskearten og ikke blot misdannede enkeltindivider. Yderligere fund blev gjort i 2014. Også en
anden undersøgelse er kommet frem til, at Flores-mennesket nok er "normalt" og ikke lider af mikroencefali. I dette studie var 9 mikroencefaliske og 10 normale kranier blevet CT-skannet, og da deres hjernehulrum blev sammenlignet med LB1, stemte Flores-mennesket mest overens med de normale. Senere fund i 2008 og 2014 af tilsvarende skeletdele tyder også på, at der ikke har været tale om misdannede individer.
En nyere statistisk undersøgelse af kraniets karakteristika er desuden kommet frem til, at kraniet har mere til fælles med Homo habilis og i særlig grad Homo erectus sensu lato, frem for med det moderne menneske.